# Justyna Kowalczyk
Justyna Maria Kowalczyk-Tekieli (Limanowa, 19. siječnja 1983.) je poljska skijaška trkačica.
Dvostruka je olimpijska i svjetska prvakinja. Ona je jedini skijaš ili skijašica koji je osvojio Tour de Ski četiri puta za redom i jedna od dviju skijašica, koje su osvojile FIS Svjetski kup tri puta u nizu (druga je Finkinja Marjo Matikainen). Kowalczyk je rekorderka s najviše pobjeda u Tour de Skiju, ukupno 14. Također, rekorderka je i po broju pobjedničkih postolja, njih 29.
Prvu olimpijsku medalju osvojila je 2006. na Igrama u Torinu. Bila je to bronca u utrci na 30 kilometara slobodnim stilom. Na Igrama u Vancouveru 2010. godine osvojila je tri odličja. Zlato u disciplini 30 kilometara klasičnim stilom, srebro u sprintu i broncu u dohvatnoj utrci na 15 kilometara. Zlatnu olimpijsku medalju osvojila je i 2014. u Sočiju u utrci na 10 kilometara klasičnim stilom.

## Vanjske poveznice
- Službene stranice (polj.)
- Profil na fis-ski.com